# Дах (музичка група)
Група Дах је била српска и југословенска рок група. Основали су је 1972. године гитариста Златко Манојловић, певач и гитариста Бранко Марушић Чутура. Чланови групе су били и басиста Бранко Глушчевић и бубњар Радомир Дубичанин. 
Априла 1973. године наступају на БООМ фестивалу у Љубљани и њихова песма „Ако пожелиш“ објављена је на двоструком албуму „БООМ Поп Фест 73" - Југотон 1973. Деби сингл са песмама „Ако пожелиш“ и „Ноћна бука“ промовисали су наступом у излогу продавнице плоча, што је изазвало велику пажњу. По објављивању сингла, Чутура напушта групу, Златко Манојловић преузима главни вокал и годину и по дана раде као трио. Затим нови бубњар постаје Велибор Бока Богдановић, а са њима једно време свира виолиниста Драган Михајловић. На снимањима у студију са њима је сарађивао оргуљаш Миодраг Округић - сингл „Гитареска“. 
Деби ЛП „Велики циркус“ снимају Манојловић, Богдановић и Глушћевић. Текстове за плочу радио је Зоран Модли, а за наслове песама „Прохујало са вихором“, „Мајка Југовића“, „Троил и Кесида“ инспирацију је тражио у литератури и филму. Прву верзију великог хита „Шошана“, инспирисаног етно звуком, Манојловић снима са Драганом Михајловићем, басистом Зденком Помпером и бубњаром Стеваном Милутиновићем. Током 1975. године група се сели у Белгију и тамо раде под именом Land. Уз Манојловића, састав чине Бока, клавијатуриста Горан Манојловић, Томи Шпалтехолц (Tommy Schpalteholtz) и Вили Пулц. Сингл са песмом „Шошана“ постиже велики успех, а издавчка кућа Polydor га објављује у Немачкој, Француској, Белгији, Холандији, Луксембургу, Аустрији и Шпанији. Са тим хитом освајају прво место топ-листе Радио Марока. Док су 1975. године боравили у Луксембургу, снимили су ЛП "Cool Breeze" и наступали са холандском групом Focus. 
По повратку у Југославију и објављивању другог албума"Повратак“ у пролеће 1976. године група престаје са радом а Манојловић одлази у ЈНА. На тој плочи нашла се нова верзија песме „Шошана“. Током боравка у војсци, Манојловић је снимио мини ЛП „Једној жени“. По изласку из војске основао је групу Горди и самостално снима плоче.

## Дискографија
Синглови
- 1972. Дах са групом Флеш, „Не лажи драга“, „Ти си та“ - Југотон
- 1973. Дах, „Ако пожелиш“, „Ноћна бука“ - Југотон
- 1973. Дах, „Само једна ноћ“, „Цврчак“ - Југотон
- 1974. Дах, „Гитареска“, „Ти си та“ - Студио Б
- 1974. Дах, „Мали принц“ - Студио Б
- 1975. Дах, „Шошана“, "Please, don't say nothing" - Дискос
- 1975. Дах са групом Land, „Шошана“ - Polydor
- 1976. Дах, „Жед“, „Мисли“ - Дискос
- 1977. Дах са групом Land, "Tomorrow", "Under The Sky" - Дискос

Албуми
- 1974. Дах, „Велики циркус“ - Југотон
- 1975. Дах, "Cool Breeze" - Jupiter Records
- 1976. Дах, „Повратак“ – Дискос